# Epitheliozoa
Clade
Classification phylogénétique
- Opisthocontes
  - Choano-organismes
    - Choanoflagellés
    - Métazoaires
      - Porifera
        - Éponges hexactinellides
        - Démosponges
        - Éponges calcaires

      - Epithéliozoaires
        - Homoscléromorphes
        - Placozoaires
        - Eumétazoaires
          - Cténophores
          - Cnidaires
          - Bilatériens
            - Orthonectides
            - Deutérostomiens
              - Chordés
              - Xénambulacraires
                - Ambulacraires
                - Xénacoelomorphes

            - Protostomiens
              - Chétognathes ?
              - Lophotrochozoaires

              - Ecdysozoaires
                - Panarthropodes
                - Nématozoaires
                - Scalidophores

Les Epitheliozoa (épithéliozoaires en français) sont un clade monophylétique regroupant les Homoscléromorphes, les Placozoaires et les Eumétazoaires,, c'est-à-dire l'ensemble des métazoaires à l'exception de la plupart des éponges.
Ce clade n'est différent des Eumétazoaires que si les Placozoaires, au positionnement encore incertain, sont bien confirmés comme étant leur groupe frère, et si les Homoscléromorphes se situent effectivement à l'extérieur des Démosponges.